# Stanislas Breton
Stanislas Breton, all'anagrafe Breton Paul Charles (Gradignan, 3 giugno 1912 – Bry-sur-Marne, 2 aprile 2005), è stato un filosofo e teologo francese.
Dottore in lettere e in teologia, sacerdote della Congregazione della Passione, fu professore presso l'Istituto Cattolico di Parigi e Lione. Dal 1970, è stato docente presso la Pontificia Università Gregoriana di Roma e successivamente presso l'Università di Lione. Ebbe rapporti stretti con Michel de Certeau, Paul Ricœur e Barbara Cassin e soprattutto con Louis Althusser, filosofo marxista che con Jacques Derrida lo propose e lo fece nominare (primo filosofo cristiano) Maitre de Conference presso l'École Normale Supérieure di Parigi.

## Formazione e pensiero
Entrato a far parte, ancora adolescente, dei Passionisti subì la decisiva influenza della tradizione scolastica e tomistica. Immanenza e trascendenza si fondono nella sua formazione culturale per via della duplice sussistenza della dimensione rurale delle sue origini e di quella sacerdotale della sua gioventù, trovando riscontro anche nei suoi saggi, come nel primo L'essere "in" e l'essere "ad" nella metafisica della relazione.
Maggiore rappresentante della filosofia cristiana in Francia, il suo lavoro si concentra da un lato sui misteri teologici della Passione e della Croce e da un lato sulla logica filosofica e sui vincoli concettuali che determinano le condizioni e le limitazioni dei sistemi metafisici. Figlio del neoplatonismo, fu autore di riflessioni particolarmente acute su concetti quali il principio o il nulla, all'origine di tutto il pensiero filososfico..

## Opere
- L'essere "in" e l'essere "ad" nella la metafisica della relazione, Roma, 1951.
- La Passione di Cristo e le filosofie, Teramo, Eco, 1954.
- Approches phénoménologiques de l'idée d'être, Parigi-Lione, Vitte, 1959.
- Situation de la philosophie contemporaine, Parigi-Lione, Vitte, 1959.
- Essence et existence, Parigi, PUF, 1962.
- Le problème de l'être spirituel dans la philosophie de Nicolas Hartmann, Parigi-Lione, Vitte, 1962.
- Mystique de la Passion, Tounai, Desclée, 1962.
- Saint Thomas d'Aquin, Parigi, Seghers, 1965.
- Philosophie et mathématiques chez Proclus, Parigi, Beauchesne, 1969.
- La Recherche en philosophie et en théologie, 1970
- Du principe, l'organisation contemporaine du pensable, Parigi, Aubier, 1971.
- Foi et raison logique, Parigi, Le Seuil, 1971.
- Etre, monde, imaginaire, Parigi, Le Seuil, 1976.
- Théorie des idéologies, Parigi, Desclée, 1976.
- Spinoza, théologie et politique, Parigi, Desclée, 1977.
- Écriture et Révélation, 1979, ISBN 2-204-01304-8
- Vers une théologie de la Croix, Clamart, 1980.
- Le Verbe et la Croix, Parigi, Desclée, 1981.
- Unicité et Monothéisme, 1981, ISBN 2-204-01642-X
- Deux mystiques de l'excès : J.J. Surin et Maître Eckhart 1985, ISBN 2-204-02407-4
- Rien ou quelque chose, roman de métaphysique, Flammarion, 1987, ISBN 2-08-211531-3
- Poétique du sensible, 1988, ISBN 2-204-02911-4
- Saint Paul, Stampa universitaria di Francia, 1988, ISBN 2-13-041918-6
- Philosophie buissonnière, Jérôme Millon, 1989, ISBN 2-905614-30-7
- Libres commentaires, 1990, ISBN 2-204-04084-3
- La Pensée du rien, Kok Pharos, 1992, ISBN 90-242-3217-1
- Matière et dispersion, Jérôme Millon, 1993, ISBN 2-905614-92-7
- Vers l'originel, L'Harmattan, 1995, ISBN 2-7384-3783-4
- L'autre et l'ailleurs, Descartes & Cie, 1995, ISBN|2910301265
- Philosophie et mystique, existence et surexistence, éd. Jérôme Millon, 1996, ISBN 2-84137-042-9
- L'avenir du christianisme, Desclée de Brouwer, 1999, ISBN 2-220-04581-1
- Philosopher sur la côte sauvage, L'Harmattan, 2000, ISBN 2-7384-9866-3
- Causalité et projet, Stampa universitaria di Francia, 2000
- Individu et technologie, avec Bernard Baudry, éd. L'Harmattan, 2005, ISBN 2-7475-9166-2
- Le Vivant miroir de l'univers, logique d'un travail de philosophie, 2006, ISBN 2-204-08133-7